# Żelazna Dama (film)
Żelazna Dama (ang. The Iron Lady) – brytyjski dramat biograficzny z 2011 roku w reżyserii Phyllidy Lloyd, przedstawiający dojście do władzy oraz rządy Margaret Thatcher, trzykrotnej premier Wielkiej Brytanii. W roli głównej wystąpiła nagrodzona Oscarem Meryl Streep.

## Obsada
- Meryl Streep jako Margaret Thatcher
- Alexandra Roach jako nastoletnia Margaret Thatcher
- Jim Broadbent jako Denis Thatcher
- Harry Lloyd jako młody Denis Thatcher
- Olivia Colman jako Carol Thatcher
- Anthony Head jako Geoffrey Howe
- Richard E. Grant jako Michael Heseltine
- Roger Allam jako Gordon Reece
- Michael Pennington jako Michael Foot
- Angus Wright jako John Nott
- Julian Wadham jako Francis Pym

## Produkcja
Produkcja filmu rozpoczęła się 3 stycznia 2011 roku i trwała do 14 sierpnia tamtego roku. Same zdjęcia kręcono w dniach 7 lutego-20 marca 2011 w Londynie (m.in. Battersea Park, Old Royal Naval College w Greenwich, Eaton Square w dzielnicy Belgravia, Finsbury Town Hall). W Manchesterze powstały sceny przedstawiające wnętrza pałacu Westminsterskiego, nakręcone w tamtejszym ratuszu.
Przygotowując się do roli, aktorka Meryl Streep wzięła udział w posiedzeniu Izby Gmin, gdzie podpatrywała deputowanych i ich zachowania.

## Nagrody i nominacje
69. ceremonia wręczenia Złotych Globów
- nagroda: najlepsza aktorka w filmie dramatycznym − Meryl Streep

16. ceremonia wręczenia Satelitów
- nominacja: najlepsza aktorka w filmie fabularnym − Meryl Streep

18. ceremonia wręczenia nagród Gildii Aktorów Ekranowych
- nominacja: wybitny występ aktorki w roli pierwszoplanowej − Meryl Streep

84. ceremonia wręczenia Oscarów
- nagroda: najlepsza aktorka pierwszoplanowa − Meryl Streep
- nagroda: najlepsza charakteryzacja − Mark Coulier i J. Roy Helland

65. ceremonia wręczenia nagród Brytyjskiej Akademii Filmowej
- nagroda: najlepsza aktorka pierwszoplanowa − Meryl Streep
- nagroda: najlepsza charakteryzacja i fryzury − Marese Langan
- nominacja: najlepszy scenariusz oryginalny − Abi Morgan
- nominacja: najlepszy aktor drugoplanowy − Jim Broadbent

25. ceremonia wręczenia Europejskich Nagród Filmowych
- nominacja: Nagroda Publiczności (People’s Choice Award) – Phyllida Lloyd